# Mala Toporivka, Rozdilna
Mala Toporivka (în ucraineană Мала Топорівка) este un sat în comuna Zaharivka din raionul Rozdilna, regiunea Odesa, Ucraina.

## Demografie
Componența lingvistică a localității Mala Toporivka
     Ucraineană (91,53%)
     Română (5,08%)
     Rusă (1,69%)
Conform recensământului din 2001, majoritatea populației localității Mala Toporivka era vorbitoare de ucraineană (91,53%), existând în minoritate și vorbitori de română (5,08%) și rusă (1,69%).